# Alfredo Quesada
Pour les articles homonymes, voir Quesada.
Alfredo Quesada Farías, né le 22 avril 1949 à Talara au Pérou, est un joueur de football international péruvien qui évoluait au poste de milieu de terrain.

## Biographie

### Carrière en club
Joueur majeur du Sporting Cristal, où il a joué durant toute sa carrière professionnelle, Alfredo Quesada - surnommé El Flaco « le mince » - s'y est distingué en remportant six titres nationaux (voir palmarès). À ce jour, aucun autre joueur du Sporting Cristal n'a remporté autant de championnats que lui.

### Carrière en sélection
Avec l'équipe du Pérou, il joue 50 matchs (pour un but inscrit) entre 1971 et 1978. 
Il figure notamment dans le groupe des sélectionnés lors de la Coupe du monde de 1978 organisée en Argentine. Lors du mondial, il joue deux matchs : contre la Pologne et contre le pays organisateur.
Il participe également à la Copa América de 1975 remportée par sa sélection.

## Palmarès
| Sporting Cristal - Championnat du Pérou (6) : - Champion : 1968, 1970, 1972, 1979, 1980 et 1983. |  | Pérou - Copa América (1) : - Vainqueur : 1975. |